# Sole quando piove
Sole quando piove è un singolo del cantante e rapper italiano Random, pubblicato il 29 marzo 2021 come secondo estratto dall'album in studio Nuvole.
Il brano vede la partecipazione del cantautore Gio Evan.

## Tracce
1. Sole quando piove – 2:42